# Grand Cape Mount County
Grand Cape Mount County är en av 15 regioner i Liberia. Den ligger i den västra delen av landet, 100 km norr om huvudstaden Monrovia. Antalet invånare var 178 867 vid folkräkningen 2022. Arean är 5 162 kvadratkilometer. Regionen angränsar till Gbarpolu County i nordost, Bomi och Pisosjön i öster, Atlanten i söder och till Sierra Leone i väster. Robertsport är huvudort.

## Namn
Den portugisiske sjöfararen Pedro de Sintra var på uppdrag till Afrikas västkust när han år 1461 såg ett berg på en udde i dagens Liberia. Han gav området namnet bergets udde, Cape du Mont. Från det namnet härstammar regionens nutida namn, Grand Cape Mount County.

## Historia
Efter att berget "upptäckts" av Pedro de Sintra år 1461 blev området snart ett landmärke för de som seglade längs den västafrikanska kusten.
En av de tidigaste publicerade beskrivningarna av Cape Mount publicerades år 1692. Det var den tyska handelsmannen Samuel Brun som beskrev området som en saltstad vid kusten där kung Flamore, troligtvis Fahnbulleh, härskade tillsammans med sin tysktalande fru från Kamerun. Theodore Canot skapade en bosättning vid Cape Mount på 1840-talet men år 1849 gjorde Liberias regering anspråk på området och undertecknade därefter ett avtal med lokalbefolkningen. År 1856 anlades staden Robertsport och år 1924 inkorporerades området som Liberias femte county under namnet Grand Cape Mount County, med Robertsport som huvudort.

## Geografi

### Topografi
I Porkpa- och Gola Konneh-distrikten i nordost ligger Bie-bergen.

### Hydrografi
Pisosjön är en naturlig sjö i Grand Cape Mount County. Den har sitt utlopp i Atlanten. Bland regionens floder återfinns Maffa, Mani, Konja och Lofa, vilken skiljer Bomi från Grand Cape Mount County. Congo Mano River utgör gräns mellan Sierra Leone och Liberia.

### Naturskydd
I countyts norra del finns Gola Forests nationalpark sedan 2016. Countyts kust inklusive Pisosjön ingår sedan 2011 i Lake Piso Multiple Use Reserve.

## Styre och politik

### Konstitution och styre
Enligt Liberias konstitution ska varje region ledas av en superintendent, som har administrativa befogenheter. Denne utses av presidenten.

### Administrativ indelning
Grand Cape Mount County delas in i distrikten:
- Tewor
- Porkpa
- Gola Konneh
- Garwula
- Commonwealth Robertsport

Klaner:
- Sokpo
- Laar
- Kposo
- Mana
- Seimavula
- Darblo
- Passawe
- Fahnbulleh
- Sambola
- Gion
- Kiazolu
- Zodua
- Tallah
- Kaihon
- Kaidii
- Manobalah
- Lower Tombey
- Upper Tombey
- Zogbou
- Kiazolu 1C

## Ekonomi och infrastruktur

### Näringsliv

#### Energi och råvaror
Det finns en stor järnmalmsreserv i Bie-bergen i distriktet. I floderna finns fyndigheter av guld och diamanter. Vid floden Mano ligger Liberias största järnmalmsreserv som omfattar 1000 miljoner ton malm. Reserven började användas år 1961.

#### Industri
Grand Cape Mount County utgör hemort för National Iron Ore Company.